# Oszoaviahim művelet
A második világháború vége felé a szovjet vezetés számára egyre világosabb lett, hogy a háború lezárultával új ellenféllel kell a világpolitikában szembenézniük - a németekkel szembeni háborúban még szövetséges Amerikai Egyesült Államokkal. A háború utolsó évében már egyértelművé vált, hogy a két formálódó világhatalom a német technológiai fejlesztésekért és a náci birodalmat kiszolgáló szakemberekért és tudósokért kezdett versenyezni. Az amerikai kormányzat a Gemkapocs művelettel tervezte ugyanezeket az embereket az USA-ba juttatni.
Az Oszoaviahim művelet  (oroszul Операция Осоавиахим; Operacija Oszoaviahim) célja a második világháborúban legyőzött Németországból tudósok és szakemberek Szovjetunióba való juttatása volt. Az akciót az NKVD speciális egységei 1946. október 22-én hajtották végre, és több mint 2200 szakembert (családtagjaikkal együtt 10-15 ezer személyt) gyűjtöttek be. Más források ennél sokkal több elhurcolt emberről számolnak be.

## Története
Éjfél és három óra között jöttek, amikor mindenki aludt. Mindenekelőtt pontosan tudták, hol élek: néhány nappal korábban feltérképezték. Kulccsal jöttek be – minden ajtóhoz jó volt a lakásban. Velük volt egy tolmács, ő mondta [németül]: "Keljen fel! Önt mozgósították Oroszországba dolgozni!", közben úgy fél tucat géppuskás katona vett körül. Amikor a WC-re akartam menni, először ellenőrizték, hogy nincs-e menekülési lehetőség ott. Nagyon gyors művelet volt. Sok család jött, természetesen a családtagokkal együtt, míg én egyedül voltam.
Fritz Karl Preikschat, az Oszoaviahim művelettel toborzott (elhurcolt) német mérnök, aki ezek után hat évig élt a Szovjetunióban.
Az akciósorozatot a NKVD ezredese, Szerov vezényelte le, miközben a szovjet katonai vezetés megpróbálta megakadályozni azt, például a Carl Zeiss Műveknél. Az NKVD akarata győzött, így például a mintegy 10 000 Zeiss gépből csak 582 maradt a későbbi NDK-ban, a többit a szovjetek elhurcolták, csakúgy, mint az ott dolgozó szakértők nagy részét. A kitelepítéshez 92 vonatszerelvényt vettek igénybe a szovjetek, és összesen mintegy 10-15 ezer embert vontak be a műveletekbe, ezeknek a családoknak az összes bútorát, minden javát elszállították.
A. G. Mirkin, a Vörös Hadsereg Tüzérségi Főigazgatóságának vezetője a levelében, melyet a NKVD műveleti vezetőjének címzett, egyrészt nehezményezte a német tudósok állambiztonsági munkákban betöltött szerepét, másrészt figyelmeztetett, hogy a szövetségesek, főleg az amerikaiak szintén nagy számban viszik el német a tudósokat, például a Gemkapocs művelet alkalmazásával.

## Előzmények
Már a világháború előtt nagyon sok külföldi szakember, főleg amerikai és német mérnök dolgozott a Szovjetunióban. Jelenlétüket különösen indokolta, hogy a szovjet mérnök-képzés nem volt kielégítő, és ami még súlyosabb tette a helyzetet, ezeknek a gyorsított képzésekről kikerülő mérnököknek erősebb volt az ideológiai, mint a technikai képzettségük. 
Ahogy  Antony A. Sutton fogalmaz az 1971-ben, az Egyesült Államokban kiadott könyvében, a „Nyugati technológiák és a szovjet gazdaság fejlődése 1930 és 1945 között”-ben:  Ezeket, a gyorstalpalókat elvégzett szovjet mérnököket az amerikai szakemberek a 90 napos csoda  (angolul: 90-day wonders) névvel illeték, mivel ők meg voltak győződve arról, hogy a három hónapos képzésük alatt beléjük oltott forradalmi lelkesedés helyettesítheti a kapitalista mérnöki tapasztalatokat.
1931-ben, a Donyec-medencei szénbányák gépesítésében például mintegy 2000 külföldi szakember vett részt, 80%-ban németek.

## Élet a Szovjetunióban
Az elhurcolt szakemberek az alábbi területeken „kamatoztathatták” tudásukat a Szovjetunióban:
- Mintegy 300 tudós és szakember, akik részt vettek a Harmadik Birodalom nukleáris programjában a továbbiakban hozzájárultak a szovjet nukleáris fegyverek létrehozásához.
- Nagyjából 800 szakember, akik a Junkers és a BMW mérnökei és technikusai voltak, akik eredetileg az RD-10 és RD-20 turbóhajtómotorok (BMW 003 és 004) tervezését és gyártás-szervezését végezték. A Szovjetunióban Ferdinand Brandner (az osztrák Junkers egykori mérnöke) vezetésével kifejlesztették az Kuznyecov NK–12 hajtóművet a Tu–95 stratégiai bombázó számára. Később ugyanezt a hajtómű-típust használták a szovjetek több más géptípusnál is: An–22, Tu–114, Tu-116, Tu–126, Tu-142, A–90 Orljonok.
- 6000 műszaki szakembert (de nem vezető mérnököt) akik a V–1 és V–2 kifejlesztésében vettek részt, illetve ezeket tesztelték, Peenemündében és Bliznában (Lengyelország) vontak be az 1955-ben üzembe helyezett „Arany Sas” (Moszkva légvédelmi rakétavédelmi rendszerének) létrehozásába.
- Körülbelül 4000, tengeralattjárók tervezésével és építésével foglalkozó szakembert vittek el a Szovjetunióba a brémai és stettini szétszerelt speciális hajógyárakkal együtt. Ott ugyanezeken a fejlesztési területeken dolgoztak tovább. [7]
- 16 német fegyvertervezőt, köztük Hugo Schmeissert, Izsevszkbe vittek el és az Izsmas (Ижмаш) fegyverek tervezőirodájának egy speciálisan létrehozott osztályán (58-as osztály) dolgoztak. Van néhány bizonyíték arra, hogy Schmeisser nagyon vonakodott együttműködni a szovjetekkel. Amikor 1952-ben ezt a csoportot engedték visszatérni a szülőföldjükre, Schmeissert további hat hónapig őrizetben tartották a Szovjetunióban. Sok külföldi kutató úgy véli, hogy Schmeisser csoportja többek között közvetlenül is részt vett a Kalasnyikov gépkarabély kifejlesztésében.[8][9]
- A jénai Zeiss gyárat, amely optikai és tudományos műszereket gyártott, gyakorlatilag teljes egészében Moszkvába szállították, a dolgozókkal és a vezetőmérnökökkel együtt (Dr. Eitzenberger, Dr. Buschbeck, Dr. Faulstich). Itt a továbbiakban a detektorok és távvezérlő berendezések mellett  rakétavezérlő rendszereket fejlesztettek. Ugyanígy jártak el a Siemens & Halske berlini gyárával.
- Helmut Gröttrup, aki Wernher von Braun munkatársa volt a V–2 fejlesztési programban, mintegy 710 munkatársával együtt a Szeliger tó Gorodomlja szigetére került, itt Szergej Koroljov fejlesztési csoportját kellett támogatniuk. A szovjetek (és később az oroszok) nyilvánosan soha nem ismerték el, hogy a világ első űrrepüléséhez nagyon erőteljesen támaszkodtak a V-2 fejlesztési tapasztalataira. Nagy valószínűséggel Jurij Gagarin 1961. áprilisában végrehajtott űrrepüléséhez alkalmazott Vosztok–1 rakéta voltaképpen az egykori német V-2-es rakéta mintájára épült.[10][11][12]

## Fordítás
- Ez a szócikk részben vagy egészben  az   Operation Osoaviakhim című angol Wikipédia-szócikk ezen változatának fordításán alapul.  Az eredeti cikk szerkesztőit annak laptörténete sorolja fel. Ez a jelzés csupán a megfogalmazás eredetét és a szerzői jogokat jelzi, nem szolgál a cikkben szereplő információk forrásmegjelöléseként.
- Ez a szócikk részben vagy egészben  a(z)   Иностранные специалисты в СССР című orosz Wikipédia-szócikk ezen változatának fordításán alapul.  Az eredeti cikk szerkesztőit annak laptörténete sorolja fel. Ez a jelzés csupán a megfogalmazás eredetét és a szerzői jogokat jelzi, nem szolgál a cikkben szereplő információk forrásmegjelöléseként.